# ولادیمیر کوزنتسوف
ولادیمیر کوزنتسوف (انگلیسی: Vladimir Kuznetsov؛ زادهٔ ۱۳ مهٔ ۱۹۴۵) دوچرخه‌سوار اهل روسیه است.